# Arctogadus
Genre
Synonymes
- Phocaegadus Jensen, 1948[1]

Arctogadus est un  genre de poissons de la famille des Gadidae.

## Systématique
L'espèce Arctogadus borisovi Dryagin, 1932, considérée un temps comme une espèce à part entière, est désormais mentionnée comme synonyme d’Arctogadus glacialis par  WoRMS.

## Liste des espèces
Selon BioLib (30 juillet 2025) :
- Arctogadus borisovi Dryagin, 1932
- Arctogadus glacialis (Peters, 1872)

Selon World Register of Marine Species (9 juin 2021) et Catalogue of Life (30 juillet 2025) :
- Arctogadus glacialis (Peters, 1872) - Morue de l'Arctique